# Tchouchkopek
 (août 2024).

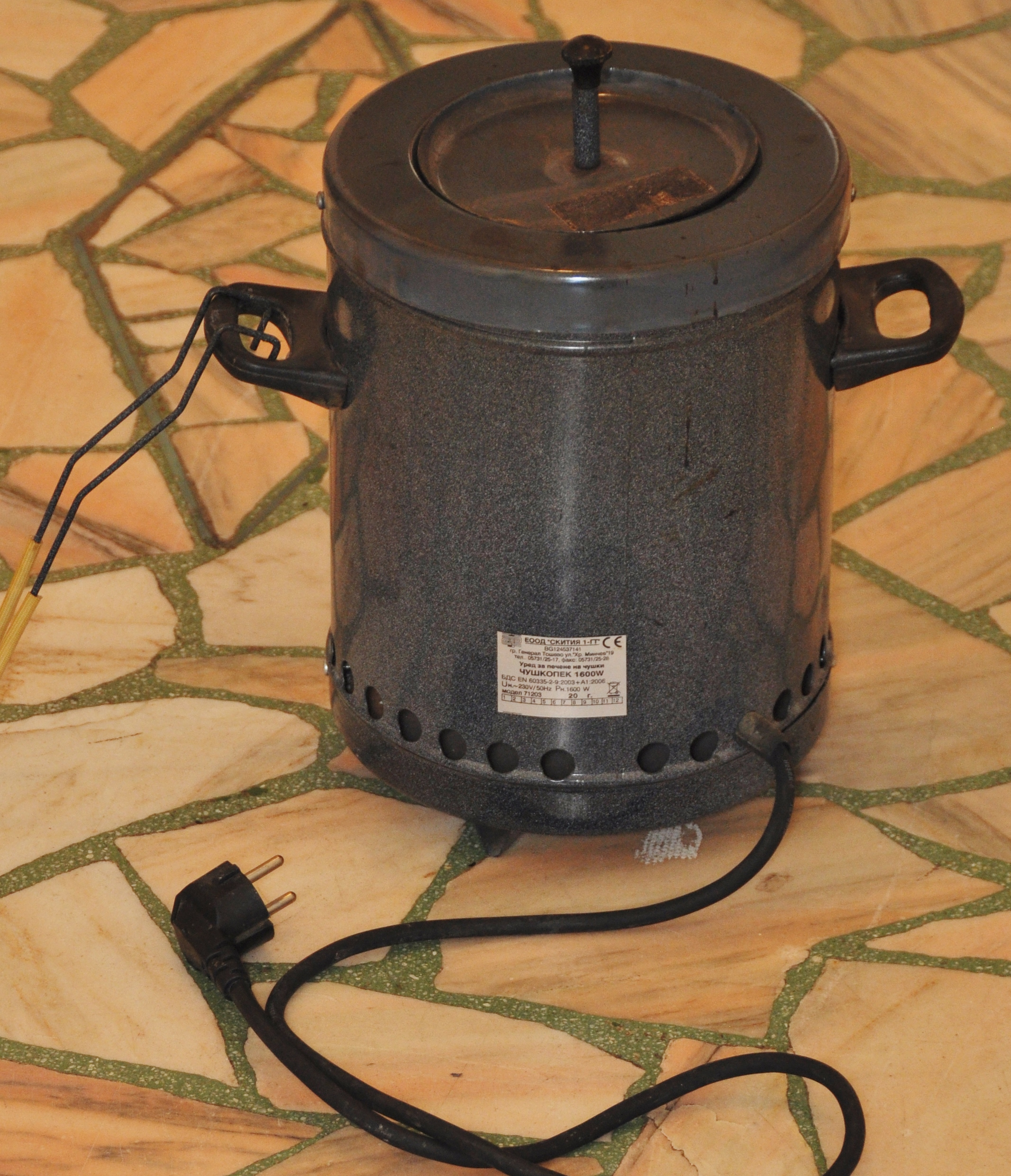
Tchouchkopek

Le tchouchkopek (bulgare : Чушкопек), littéralement "grille-poivrons", est bien plus qu’un simple appareil de cuisine en Bulgarie.
Utilisé principalement pour griller des poivrons, mais aussi des aubergines et des pommes de terre, cet outil a révolutionné la préparation de plats traditionnels bulgares et est devenu un symbole de l'ingéniosité domestique bulgare.
Introduit dans les années 1970, le tchouchkopek a simplifié la préparation des légumes grillés, qui sont essentiels dans de nombreux plats bulgares.
Description et Fonctionnement
Le tchouchkopek se présente sous la forme d’un four cylindrique compact avec une ouverture sur le dessus. Les poivrons, souvent longs et doux, sont insérés dans l’ouverture, le couvercle est ensuite replacé, et en quelques minutes, les poivrons sont uniformément grillés. Grâce à son design, l’appareil garantit une cuisson homogène, rendant la peau du poivron noire et facile à retirer, ce qui est idéal pour les salades et autres préparations culinaires traditionnelles.

## Utilisation et Recettes
Le tchouchkopek est principalement utilisé pour griller des poivrons rouges, verts et jaunes, qui sont ensuite pelés et préparés de différentes manières. Les poivrons grillés sont souvent coupés en lanières et utilisés dans des salades, comme la shopska salata, ou comme accompagnement de plats principaux. Les aubergines grillées, quant à elles, sont souvent préparées en purée, appelée kyopolou, un plat typique des Balkans (tartinade principalement composé d'aubergines grillées auxquels on ajoute de l'ail, de l'huile, du vinaigre, et parfois des tomates).
Matériaux Utilisés

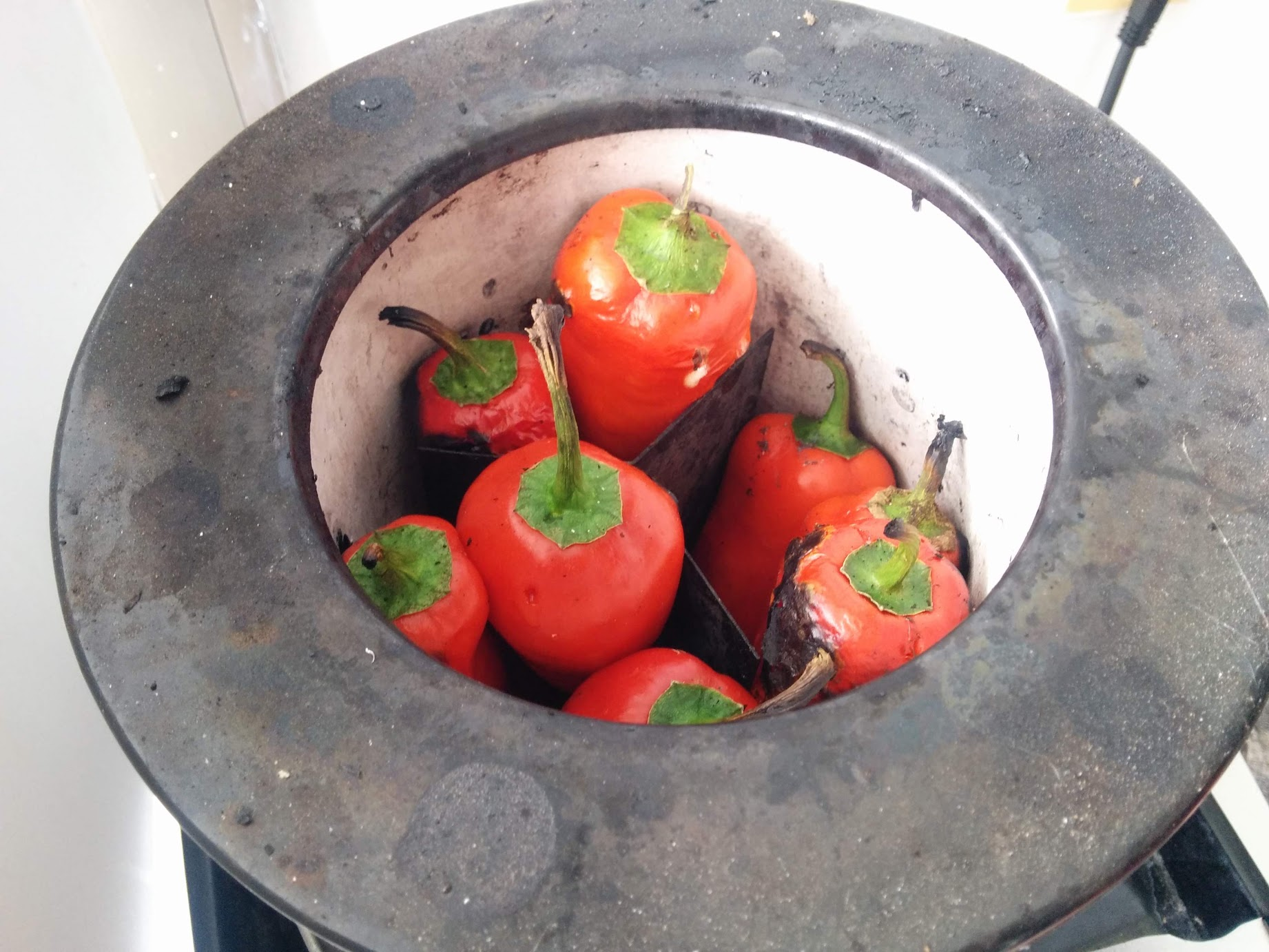
Vue d'un tchouchkopek ouvert, avec des poivrons qui commencent à cuire

Extérieur : L'extérieur du tchouchkopek est principalement fabriqué en acier inoxydable ou en acier émaillé. Ces matériaux sont choisis pour leur résistance à la chaleur et à la corrosion, garantissant ainsi une longue durée de vie à l'appareil. Le revêtement émaillé, en particulier, facilite le nettoyage et offre une protection supplémentaire contre l'usure.
Intérieur : L'intérieur est généralement recouvert de céramique ou d’un matériau réfractaire, sélectionné pour sa capacité à résister à des températures élevées tout en assurant une distribution uniforme de la chaleur. Ces matériaux antiadhésifs empêchent les résidus de coller, facilitant ainsi le nettoyage après utilisation.
Importance Culturelle
Le tchouchkopek a acquis une place importante dans les foyers bulgares en raison de sa capacité à simplifier une tâche autrefois laborieuse. Avant son invention, griller des poivrons nécessitait de les tourner manuellement sur une flamme ou une plaque, ce qui était chronophage et demandait beaucoup d’attention.
L’introduction du tchouchkopek a rendu cette tâche rapide et accessible, permettant de griller des poivrons en grande quantité, surtout en prévision des mois d'hiver.
Cet appareil a tellement marqué les esprits en Bulgarie qu’il a été élu « Révolution ménagère du XXe siècle » lors d’une campagne organisée par la Télévision Nationale Bulgare en 2009. Même aujourd'hui, malgré l'apparition d'appareils de cuisson plus modernes, le tchouchkopek reste un élément essentiel des cuisines bulgares, souvent transmis de génération en génération.
Le tchouchkopek, grâce à sa conception ingénieuse et aux matériaux de haute qualité utilisés pour sa fabrication, a transformé les pratiques culinaires en Bulgarie. Symbole d'une époque, il incarne l'efficacité et la simplicité, tout en préservant les traditions culinaires du pays.